# Natri superoxide
Natri superoxide là hợp chất vô cơ có công thức NaO2. Chất rắn màu vàng cam này muối của anion superoxide. Nó là sản phẩm trung gian của quá trình oxi hoá natri bằng oxi.

## Điều chế
NaO2 được điều chế bằng cách xử lý natri peroxide với oxi dưới áp suất và nhiệt độ cao:
{\displaystyle {\mathsf {Na_{2}O_{2}+O_{2}\ \xrightarrow {450^{o}C,p} \ NaO_{2}}}}
Nó còn được điều chế khi oxi hoá cẩn thận dung dịch chứa natri trong amoniac:
{\displaystyle {\mathsf {Na(trongNH_{3})+O_{2}\ \xrightarrow {\ } NaO_{2}}}}
Kết quả tương tự có thể đạt được bằng cách đốt cháy natri trong oxi dưới áp suất cao:
{\displaystyle {\mathsf {Na+O_{2}\ {\xrightarrow {400^{o}C,p}}\ \ NaO_{2}}}}
Nó cũng được tạo ra, cùng với natri peroxide, khi natri được bảo quản trong các điều kiện không thích hợp (ví dụ như trong dung môi bẩn hoặc một phần halogen)

## Tính chất

### Tính chất vật lý
Sản phẩm có tính thuận từ, đúng tính chất của anion O2-. Natri superoxide tạo thành các tinh thể màu vàng da cam và có cấu trúc ion (Na+) (O2-). Nó kết tinh dạng lập phương tương tự NaCl.
Ở nhiệt độ trên −50 °C, pha I là ổn định - hệ lập phương, nhóm không gian F m3m, thông số ô a = 0,549 nm, Z = 4.
Ở nhiệt độ dao động từ −77 ° С đến −50 ° С, có pha II - hệ lập phương, nhóm không gian P a3 , thông số ô a = 0,546 nm.
Ở nhiệt độ trong khoảng từ −230 ° С đến −77 ° С, có pha III - hệ trực thoi, nhóm không gian P nnm , thông số ô a = 0,426 nm, b = 0,554 nm, c = 0,334 nm.
Ở nhiệt độ dưới −230 °C, có pha IV với khối lượng riêng là 2,21g/cm³.

### Tính chất hoá học
Natri superoxide dễ thủy phân tạo ra hỗn hợp natri hydroxide và hydro peroxide, ngoài ra còn có thể giải phóng oxy.
- Khi đun nóng đến 100 °C, natri superoxide giải phóng oxy:

{\displaystyle {\mathsf {2\ NaO_{2}\ {\xrightarrow {\ }}\ Na_{2}O_{2}+O_{2}\uparrow }}}
- Natri superoxide hòa tan trong amoniac lỏng, khi làm lạnh đến -32,5 °C, phức NaO2 • 2NH3 sẽ kết tủa.
- NaO2 phản ứng với nước giải phóng hydro peroxide và oxy:

{\displaystyle {\mathsf {2\ NaO_{2}+2\ H_{2}O\ {\xrightarrow {\ }}\ 2\ NaOH+H_{2}O_{2}+O_{2}\uparrow }}}
và với sự có mặt của chất xúc tác, ví dụ MnO2, phản ứng diễn ra theo phương trình:
{\displaystyle {\mathsf {4\ NaO_{2}+2\ H_{2}O\ {\xrightarrow {MnO_{2}}}\ 4\ NaOH+3\ O_{2}\uparrow }}}
- Phản ứng với axit:

{\displaystyle {\mathsf {4\ NaO_{2}+4\ HCl\ {\xrightarrow {\ }}\ 4\ NaCl+2\ H_{2}O+3\ O_{2}\uparrow }}}
- Phản ứng với carbon dioxide :

{\displaystyle {\mathsf {4\ NaO_{2}+2\ CO_{2}\ {\xrightarrow {\ }}\ 2\ Na_{2}CO_{3}+3\ O_{2}\uparrow }}}
- Khi đun nóng, phản ứng với carbon monoxide:

{\displaystyle {\mathsf {2\ NaO_{2}+CO\ {\xrightarrow {100^{o}C}}\ Na_{2}CO_{3}+O_{2}\uparrow }}}
- Natri superoxit là một chất oxi hóa mạnh:

{\displaystyle {\mathsf {4\ NaO_{2}+3\ C\ {\xrightarrow {100^{o}C}}\ 2\ Na_{2}CO_{3}+CO_{2}\uparrow }}}
{\displaystyle {\mathsf {NaO_{2}+Al\ {\xrightarrow {100^{o}C}}\ \ NaAlO_{2}}}}

## Ứng dụng
Natri superoxide được sử dụng như một thành phần của hệ thống tái tạo oxi đơn hoặc trong hỗn hợp với kali superoxide.